# Império de Cabo Frio
O Grêmio Recreativo Escola de Samba Império de Cabo Frio é uma escola de samba de Cabo Frio, fundada em 13 de novembro de 1970, pelo  Mestre Veludo. Naquele ano, seu fundador saiu pelas ruas de Cabo Frio com o intuito de arrecadar fundos para a escola.
No ano de 1980, mudou-se para o bairro Itajurú. Foi campeã do carnaval de Cabo Frio em: 1983, 1985, 1987, 2001, 2002, 2005 e 2007.

## Segmentos

### Presidentes
| Período           | Presidente       | Ref.                |
| ----------------- | ---------------- | ------------------- |
| 2000-2012         | Cláudio da Silva | [ 1 ]               |
| 2012-2015         | Lerice Vicente   |                     |
| 2015 - atualidade | Alan Silva       | [carece de fontes?] |

| Período           | Presidente de honra | Ref. |
| ----------------- | ------------------- | ---- |
| 2011 - atualidade | Iasmin Vicente      |      |

### Diretores
| Ano  | Diretor de Carnaval | Diretor geral de harmonia | Mestre de bateria | Ref.  |
| ---- | ------------------- | ------------------------- | ----------------- | ----- |
| 2012 | Fernando Correa     |                           | Mestre Alexandre  | [ 1 ] |
| 2015 | Fernando Correa     |                           | Mestre Alexandre  |       |

### Coreógrafo
| Ano  | Nome             | Ref. |
| ---- | ---------------- | ---- |
| 2015 | Brenda Fernandes |      |

### Casal de Mestre-sala e Porta-bandeira
| Ano  | Nome           | Ref. |
| ---- | -------------- | ---- |
| 2015 | Luiz e Roberta |      |

### Rainhas de bateria
| Período | Nome          | Ref. |
| 2011-   | Vitória Bento |      |

## Carnavais
| Ano                          | Colocação                    | Grupo                        | Enredo                                                                                                | Carnavalesco                 | Intérprete                   | Ref.          |
| ---------------------------- | ---------------------------- | ---------------------------- | --- | ---------------------------- | ---------------------------- | ------------- |
| 2008                         | 3º lugar                     | Especial                     | Em busca da liberdade verás que um filho teu não foges à luta                                         |                              |                              | [ 2 ] [ 3 ]   |
| 2009                         | Campeã                       | Especial                     | Fantasie os meus sonhos, mas não minta para mim. A Império desmascara a mentira sem medo de ser feliz |                              |                              | [ 4 ]         |
| 2010                         | 4º lugar                     | Especial                     | O que será?                                                                                           |                              |                              | [ 5 ] [ 6 ]   |
| 2011                         |                              | Especial                     | Sou rico de alegria, pois hoje é carnaval, e a Império vem contar tudo que gira em torno do capital   |                              |                              | [ 7 ]         |
| 2012                         |                              | Especial                     | Homem e máquina: semelhanças da vida Intérprete: Claudinho                                            |                              |                              | [ 1 ] [ 8 ]   |
| Em 2013 não ocorreu desfile. | Em 2013 não ocorreu desfile. | Em 2013 não ocorreu desfile. | Em 2013 não ocorreu desfile.                                                                          | Em 2013 não ocorreu desfile. | Em 2013 não ocorreu desfile. | [ 9 ]         |
| 2014                         | Não desfilou                 |                              | |                              |                              | [ 10 ] [ 11 ] |
| 2015                         | 8º lugar                     | Especial                     | |                              |                              | [ 12 ]        |
| Em 2016 não ocorreu desfile. |                              |                              | |                              |                              |               |
| 2017                         |                              |                              | |                              |                              |               |